# Leeds Carnegie
Leeds Carnegie är ett namn som använts av flera idrottslag associerade med Carnegie School of Physical Education, numera en del av Leeds Beckett University.
- Leeds Carnegie Handball Club

Bytt namn
- Leeds Carnegie RUFC, numera Leeds Tykes
- Leeds Carnegie LFC, numera Leeds United LFC
- Leeds Carnegie, basket, numera Leeds Force

Nedlagda
- Leeds Carnegie F.C.
- Leeds Carnegie, netball, senare Yorkshire Jets